# Hagen-Haspe

Brasão de Hagen-Haspe

Hagen-Haspe é um bairro pertencente à cidade de Hagen, no estado da Renânia do Norte-Vestfália, na Alemanha. Fica situado no vale do Ennepe, à confluência do Hasper.  

## História
Foi elevada a cidade em 1873, com uma população de cerca de 9.800 habitantes. Em 1 de agosto de 1929 foi incorporada, junto com outros municípios, à cidade de Hagen.

## Geografia
Haspe situava-se às margens da ferrovia de Düsseldorf para Dortmund a partir de 1911, dez milhas ao nordeste de Barmen. 

## Economia
Suas indústrias incluíam fundições, moinhos, alto-fornos e manufatura de ferro, aço e metais, e ainda o fabrico de máquinas. 